# Знищення А-50У над Краснодарським краєм (лютий 2024)
Знищення А-50У над Краснодарським краєм — авіаційна пригода над Краснодарським краєм, яка сталася під час російського вторгнення в Україну 23 лютого 2024 року. Це вже друге знищення такого літака з початку 2024 — 14 січня 2024 теж було збито А-50 над Азовським морем.

## Хід подій
23 лютого 2024 близько 19:50 (UTC+3) над Краснодарським краєм на території Канівського району поряд з селищем Трудова Арменія був збитий російський літак далекого радіолокаційного виявлення та управління А-50У. Це приблизно за 250 кілометрів від лінії фронту.
Літак впав з відривом близько 15 км від хутора Трудова Арменія. На місці падіння спалахнув очерет. Уламки А-50У знайшли між хуторами Борець Праці та Трудова Арменія, що приблизно за 67 кілометрів від берега Азовського моря та міста Єйськ.

## Версії

### Українська версія
За інформацією українських джерел та командувача Повітряних сил ЗСУ Миколи Олещука, літак збила українська ППО. Увечері 23 лютого «РБК-Україна» з посиланням на ЗСУ повідомили, що українські військові збили літак А-50 над Азовським морем. За даними «Української правди», літак було збито з модернізованого радянського ЗРК далекого радіусу дії С-200.

### Російські версії
Деякі російські ЗМІ стверджували що причиною катастрофи була робота ППО МО РФ, але ця версія не отримала ані продовження, ані підтверджень.

## Наслідки
Після другого збиття росіяни призупинили польоти цих літаків, 2 березня речник Повітряних сил ЗСУ повідомив, що А-50 не з'являлись у повітрі вже 6 днів.
Втрата літаків погіршила ситуаційну обізнаність і підвищила вразливість російських Су-34 і Су-35 перед українськими засобами ППО. У ПС ЗСУ також заявили, що знищення літака на значній відстані від фронту спричинить відведення А-50 ще далі, що погіршить розвіддані від цих літаків. Також повідомили, що росіяни будуть намагатись відновлювати законсервовані літаки.